# 라 람블라역
라 람블라 역(스페인어: La Rambla)은 마드리드 지하철 7호선의 역이다. 마드리드 지방 코슬라다의 온두라스 거리와 멕시코 거리가 만나는 교차로에 위치해 있다. 요금구역상으로는 B1구역에 속한다.

## 역사
2007년 5월 5일 메트로에스테 구간 개통과 함께 문을 열었다.
2014년 7월 19일부터는 에스타디오 메트로폴리타노 역에서부터 오스피탈 델 에나레스 역까지의 전 구간이 시설정비 공사로 운행을 중단하면서 잠시 시종착역이 되었다. 바리오 델 푸에르토 역에서 오스피탈 델 에나레스 역까지 6.5km 길이의 터널 구간에 방수를 적용하는 작업이 주된 이유였다. 공사는 10월 13일에 끝났다.

## 환승 정보
역 주변에 버스 정류장이 한 곳 있다. 이곳으로 시내버스와 시외버스 노선이 전부 다닌다.
버스
- 코슬라다 시내버스
  - 2번 (주간)
- 시외버스
  - 280, 286, 287, 288, 822번 (주간)
  - N203번 (야간)

지하철
| 마드리드 지하철                  | 마드리드 지하철       | 마드리드 지하철                  |
| -------------------------------- | --------------------- | -------------------------------- |
| 산 페르난도 오스피탈 델 에나레스 | 마드리드 지하철 7호선 | 에스타디오 메트로폴리타노 피티스 |